# Strøget (Aarhus)
 For alternative betydninger, se Strøget. (Se også artikler, som begynder med Strøget)
Strøget er den fælles betegnelse for gågaderne Ryesgade, Søndergade (en) og Skt. Clemens Torv i Aarhus. Strøget forbinder Aarhus Hovedbanegård og shoppingcentret Bruuns Galleri med latinerkvarteret og Vadestedet. Strøget i Aarhus er den længste af flere gågader i det indre Aarhus. 
Med sine 850 meter er Strøget en af de længste handelsgader i Jylland. 130 detailbutikker, caféer og restauranter, Salling Stormagasin samt Danmarks ældste herretøjsforretning, Harder, der blev grundlagt i 1895.
Strækningen er belagt med granit fra Kina og Sverige.
Ifølge Firmaet Junior Consult, som har lavet optællinger gennem 12 måneder i 2011 og 2012 i butikkernes åbningstid, er Strøget i Aarhus Danmarks bedst besøgte Gågade med 15 millioner personer på årsbasis, som går gennem Strøget fra Aarhus Hovedbanegård til Skt. Clemens Bro. 
Den daglige gennemsnitlige gennemstrømning er på 46.000 personer i butikkernes åbningstid. Det laveste antal besøgende i gaden blev målt i maj måned med gennemsnitligt 35.406. I julemåneden december er den daglige gennemstrømning oppe på 92.232.
Strøget er blandt andet kendt for sin julebelysning, hvert år i december tænder julemanden for det 850 meter lange stjernetæppe, som hænger over Strøget med 500.000 LED-pærer.
Parallelt med strøget løber gågaden Frederiksgade, som er byens næstlængste gågadeforløb. 

## Galleri
- Strøget ved Skt. Clemens Bro.
- Ved Skt. Clemens Bro set mod nord.
- Ved Regina Krydset.
- Ved Salling stormagasin.
- Strøget i Aarhus med julebelysning om aftenen.
- Strøget Aarhus november 2018.
- Strøget 2018.
- Strøget set mod syd.
- Strøget 2018.
- Strøget ved Ryesgade.
- Strøget set fra toppen af Salling stormagasin.